# ويليام إل. هاردينغ
ويليام إل. هاردينغ (بالإنجليزية: William L. Harding)‏ هو محامي وسياسي أمريكي، ولد في 3 أكتوبر 1877 في الولايات المتحدة، وتوفي في 17 ديسمبر 1934 في نفس البلد. حزبياً، نشط في الحزب الجمهوري. وقد انتخب حاكم أيوا ‏ (11 يناير 1917 – 13 يناير 1921) وانتخب عضو مجلس نواب ولاية ايوا.